# International Ergonomics Association
Pour les articles homonymes, voir IEA.
 (février 2023).
Si vous disposez d'ouvrages ou d'articles de référence ou si vous connaissez des sites web de qualité traitant du thème abordé ici, merci de compléter l'article en donnant les références utiles à sa vérifiabilité et en les liant à la section « Notes et références ».
L'International Ergonomics Association ou IEA est une fédération de quarante-deux organisations d'ergonomie à travers le monde. 
La mission de l'IEA est d'élaborer et de faire progresser la science et la pratique de l'ergonomie. Elle vise également à et améliorer la qualité de vie en élargissant son champ d'application et sa contribution à la société.
L'AIE est régie par un conseil avec des représentants des sociétés fédérées. L'administration quotidienne est assurée par le Comité exécutif qui est composé de membres élus et les présidents des comités permanents.